# Alentejo Central
Alentejo Central és una subregió estadística portuguesa, part de la Regió Alentejo, que correspon gairebé completament al Districte d'Évora, encara que també comprèn un municipi del Districte de Portalegre. Limita al nord amb Lezíria do Tejo i Alto Alentejo, a l'oest amb Extremadura, al sud amb Baixo Alentejo i Alentejo Litoral i a l'oest amb la Península de Setúbal. Àrea: 7 227 km². Població (2001): 173 401 (Estimació per a 2005: 171 239 hab.).
Comprèn 14 concelhos:
- Alandroal
- Arraiolos
- Borba
- Estremoz
- Évora
- Montemor-o-Novo
- Mourão
- Portel
- Redondo
- Reguengos de Monsaraz
- Sousel
- Vendas Novas
- Viana do Alentejo
- Vila Viçosa

Els principals nuclis urbans són les ciutats d'Évora i Montemor-o-Novo.